# Fellsilent
Fellsilent (auch FellSilent, Fell Silent und FELLSILENT geschrieben) war eine britische Progressive-Metal-Band aus Milton Keynes, England. Die Band spielte innerhalb der britischen Progressive-Metal-Szene eine wichtige Rolle. Aus ihr heraus entstanden unter anderem die Bands TesseracT und Monuments.

## Geschichte
Im Jahre 2003 gründeten Neema Askari, John Browne, Alec Kahney, Max Robinson und Christopher Mansbridge die Band Fellsilent. Zwei Jahre später unterschrieb die Band ihren ersten Plattenvertrag bei dem ebenfalls 2005 gegründeten Label Basick Records und stellte somit die erste Band unter dem Dach des Labels dar. Es folgten die Aufnahmen zur ersten EP The Double 'A', welche im Dezember desselben Jahres veröffentlicht wurde. Da die Lieder der EP zum Teil übereinander liegende Gesangssequenzen enthielten, welche live nicht umsetzbar waren, machte sich die Band auf die Suche nach einem zweiten Sänger und wurde in Joe Garrett schließlich fündig. Zudem spielte Joe Garrett Gitarre und konnte somit als dritter Gitarrist bei Live-Auftritten aushelfen.
Im August 2008 veröffentlichte die Band ihr Debütalbum The Hidden Words, auf das eine gemeinsame Tour mit Enter Shikari folgte. Nachdem die Band eine Kopie ihres ersten Albums an Ash Avildsen, Gründer des Labels Sumerian Records, schickte und diesen von einer Veröffentlichung in Nordamerika überzeugen konnte, wurde das Album für Anfang März des kommenden Jahres angekündigt. Als kleiner Vorgeschmack auf die kommende Veröffentlichung sollte die Band als Teil der Crush Em' All Tour neben After the Burial, Veil of Maya und ABACABB auftreten. Jedoch sagte die Band aus finanziellen Gründen die geplante U.S.-Tour kurzfristig ab. The Hidden Words wurde trotzdem, wie geplant, am 3. März in den USA und Kanada veröffentlicht.
Kurz nach dem Erscheinen des Albums in Nordamerika gab die Band den Austritt von Gitarrist Alec Kahney bekannt, welcher sich nun vollends seinem Projekt TesseracT widmen wollte, welches zunehmend an Popularität gewann. Über das Social Network MySpace versuchte die Band einen neuen Gitarristen zu casten, die Suche blieb jedoch erfolglos. Trotz alledem arbeitete die Band weiterhin an ihrem zweiten Studioalbum. Ein Jahr später, im April 2010, gab die Band über MySpace ihre endgültige Auflösung bekannt. Während Alec weiterhin bei TesseracT spielte, arbeiteten Neema Askari und John Browne intensiv an ihrer Band Monuments, welche sie ein Jahr zuvor gegründet hatten. Sänger Joe Garrett und Christopher Mansbridge bauten die Alternative-Rock-Band Sonick Movement auf.

## Diskografie

### EPs
- 2005: The Double 'A' (Basick Records)

### Alben
- 2008: The Hidden Words (Basick Records)
- 2009: The Hidden Words (Veröffentlichung in Nordamerika, Sumerian Records)